# Rafael de Balbín Lucas
Rafael de Balbín Lucas (* 5. März 1910 in Alcañices; † 27. Januar 1978 in Madrid) war ein spanischer Romanist und Hispanist.

## Leben und Werk
Balbín Lucas schloss ein Studium der Rechtswissenschaft in Valencia ab, anschließend ein Studium der Literaturwissenschaft in Saragossa (1935). Er wurde 1942 in Madrid promoviert und war von 1943 bis 1948 Professor in Oviedo, dann bis zu seinem Tod in Madrid.

## Werke
- (Hrsg.) Edición nacional de las obras completas de Menéndez Pelayo, 65 Bde., Madrid 1941–1958 (verantw. Hrsg. der Bde. 1–5, 13–16, 35–42 und 54–65)
- (Hrsg.) Obras de Anastasio Pantaleón de Ribera, Madrid 1944
- (Hrsg.) Miguel Sánchez de Lima, El arte poético en romance castallano, Madrid 1944
- (Hrsg. mit Lluís Guarner) Poetas modernos (Siglos xviii y xix), Madrid 1952
- Sistema de rítmica castellana, Madrid 1962, 1968, 1975
- (Hrsg.) Atlas lingüístico de la Península ibérica I. Fonética 1, Madrid 1962 (keine weiteren Bde. publiziert)
- Poesía castellana contemporánea, Madrid 1965
- (Hrsg. mit Antonio Roldán) Gramatica de la Lengua Vulgar de España (Löwen 1559), Madrid 1966
- Poética becqueriana, Madrid 1969, 1991
- (Hrsg. mit Antonio Roldán) Gustavo Adolfo Bécquer, Rimas y prosas, Madrid 1969

### Dichtung und Erbauung
- Romances de cruzada, Valladolid 1941
- Días con Dios, 1951
- En busca de la mañana, Madrid 1965
- Sacrificio y alegría, Madrid 1973